# Armerías (heráldica)
Las armerías o armerías heráldicas, (en francés: armoiries) en heráldica son emblemas en colores, sujetos a una disposición completa en su forma a reglas especiales (las del blasón). Toda esta composición heráldica tiene la finalidad de expresar la identidad del portador, una persona física o jurídica (familia, sociedad, comunidad, Estado), y luego se convierten en marcas de propiedad fijadas sobre bienes mueble o inmuebles propiedad de los portadores.
Las armerías, pintadas, grabadas o esculpidas, se pueden representar sobre un escudo, un sello, una armadura, un estandarte, un tabardo, un edificio, etc.
La armería heráldica es el conjunto de colores, figuras y reglas que rigen la composición del escudo; es, en cierto, modo la “gramática” del lenguaje heráldico.
En francés, y por mímesis, en español, el término armerías, y su equivalente, armas (aunque algunos heraldistas prefieren aplicar esta segunda palabra para la única representación del escudo y llaman armerías al escudo acompañado de adornos externos) presenta el inconveniente de que sólo existe en plural, si bien algunos heraldistas decidieron en los años 70 emplear la palabra armería en singular y, «para paliar esta dificultad, hacen del término blasón un sinónimo de armerías pero esto parece una paronimia semántica.

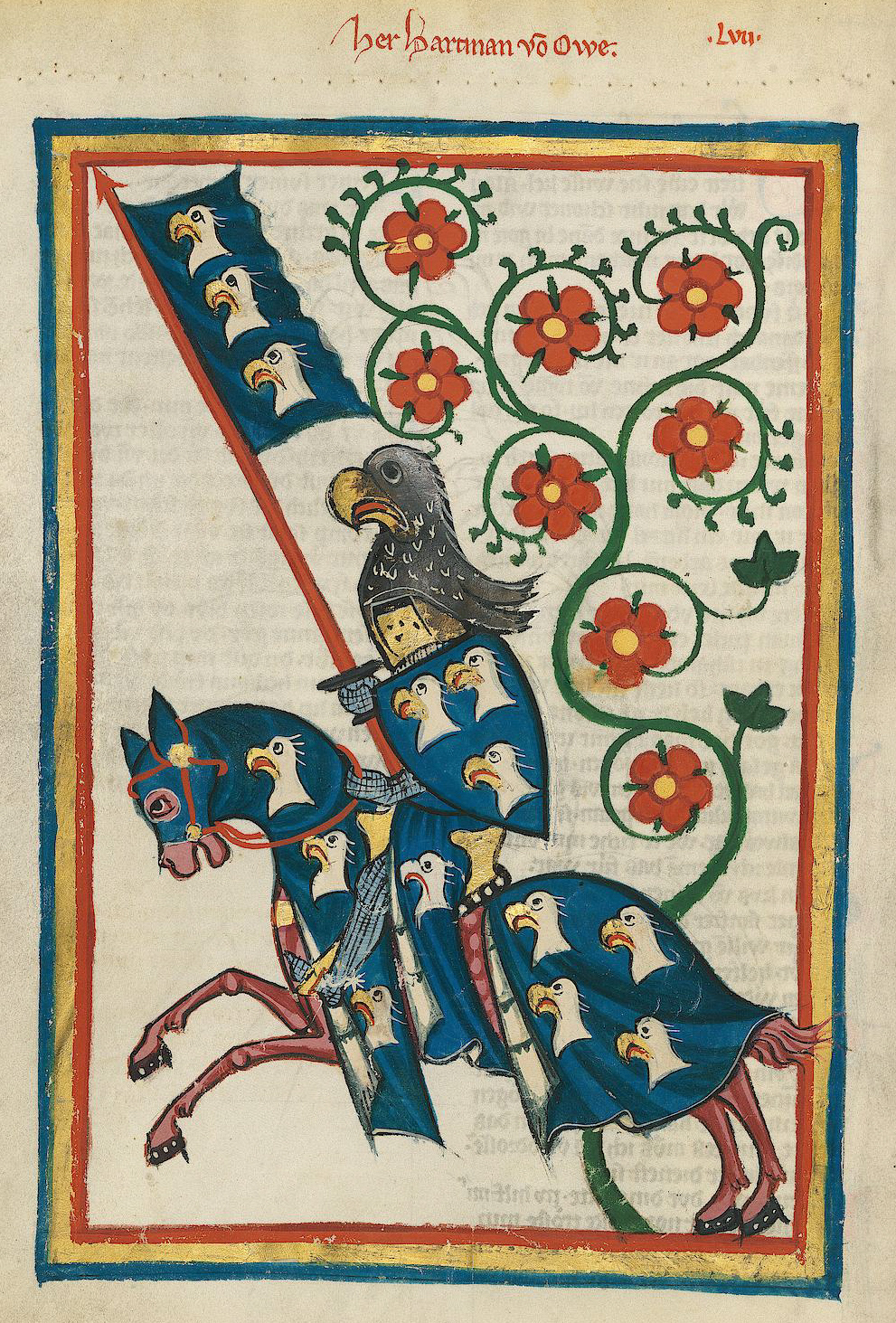
Ilustración del poeta Hartmann von Aue representado como caballero en el Codex Manesse (1305-1315). La adopción de la cota y el yelmo hace que el combatiente sea irreconocible durante la batalla o el torneo, de ahí el interés en identificarlo gracias a las armas que adornan su escudo, su estandarte, la cubierta de su caballo o su cimera.

## Historia
En Europa occidental, los escudos de armas se desarrollaron en el siglo XII. Representados esencialmente sobre escudos, se caracterizan por una gran evolución en su adopción, su porte, su repertorio y su utilización por las distintas clases sociales (heráldica noble y plebeya). Alcanzaron su apogeo en el siglo XVII y desde mediados del siglo XVIII han experimentado un cierto declive  (especialmente en Francia e Inglaterra), teniendo que hacer frente a la competencia de fórmulas emblemáticas que a menudo dieron origen (insignias, lemas, identidad fórmulas que adornan libros y vestidos del siglo XIV, luego iniciales, números y monogramas). Paralelamente al renacimiento de la heráldica municipal, hemos asistido a un lento resurgimiento de los escudos de armas desde la segunda mitad del siglo XIX, cuando quedaron desacreditados por su asociación con una aristocracia en decadencia. Los municipios y las regiones están redescubriendo el valor de los escudos que son expresión de la identidad y de la autoridad de un territorio frente al intervencionismo estatal. Los estudiosos reviven la heráldica. En el siglo siguiente, la heráldica familiar recobró su lugar gracias a estos signos de identidad, a estas marcas de distinción.
En Francia, el escudo de armas fue teóricamente abolido durante la Revolución francesa por la Asamblea de 19 de junio de 1790 al mismo tiempo que todos los símbolos de la nobleza. Durante la restauración, Luis XVIII emitió una ordenanza el 26 de septiembre de 1814, que restauró el escudo de armas municipal, obligando a las ciudades a apelar al Consejo del Sello. Tras la abolición del Consejo del Sello en 1872 “no siguió ninguna nueva legislación sobre los escudos de armas. Tanto es así que desde esa fecha el principio vigente vuelve a ser de libre adopción y de portar”.
Las armerías han «dan lugar, a lo largo de los siglos, a todo tipo de imágenes heráldicas (banderas, banderas, insignias, uniformes, logotipos, marcas, señales viales, marítimas, ferroviarias, aéreas, etc.) que han desempeñado y continúan desempeñando un papel esencial en la vida social y diaria.»

## Composición
Una armería comprende no sólo las armas que se muestran en el escudo, el elemento central, sino también los siguientes elementos que lo rodean:
- Cimera colocada encima de un:
- Burelete (o Cap of Maintenance, Gorra de mantenimiento, como un honor especial)
- Lambrequín
- Yelmo de la variedad apropiada; si tiene un rango superior a un baronet, emitido por:
- Corona (no utilizado por un baronet) o diadema, de la variedad apropiada.

Si corresponde, también los complementos como:
- Soportes/Tenantes (si el portador tiene derecho a ellos, generalmente en el uso moderno no baronets), que pueden estar de pie en un pedestal
- Lema
- Grito de guerra
- Orden

## Blasón
A veces, el término blasón se usa para referirse a la armería completa, pero este uso es incorrecto en el sentido estricto de la terminología heráldica, ya que un blasón se refiere a una prenda con el escudo o el logro de una armadura bordado en él.
Lo que hoy en día se denomina popularmente escudo de armas es propiamente dicho un armería heráldica y consiste en un escudo acompañado por un yelmo de guerrero, el manto que protege su cuello del sol (generalmente cortado de manera fantasiosa para sugerir haber sido usado en batalla), la corona que asegura el manto y la cimera al yelmo. La cimera en sí (el término para el dispositivo sobre el yelmo), no es sinónimo de las armas. Las adiciones al logro pueden incluir insignias, lemas, soportes y una corona o diadema (coroneta).